# Caspiosoma
Caspiosoma is een monotypisch geslacht van straalvinnige vissen uit de familie van grondels (Gobiidae). Het geslacht is voor het eerst wetenschappelijk beschreven in 1927 door Iljin.

## Soort
- Caspiosoma caspium (Kessler, 1877)